# Sandhamn
Sandhamn este o arie protejată (arie specială de conservare — SAC, sit de importanță comunitară — SCI) din Suedia întinsă pe o suprafață de 26,8 ha, integral pe uscat.

## Localizare
Centrul sitului Sandhamn este situat la coordonatele 56°05′20″N 15°51′12″E / 56.089°N 15.8532°E.

## Înființare
Situl Sandhamn a fost declarat sit de importanță comunitară în ianuarie 2002 pentru a proteja un număr necunoscut de specii din flora spontană și fauna sălbatică aflate în arealul zonei. Situl a fost protejat și ca arie specială de conservare în martie 2011.

## Biodiversitate
Situată în ecoregiunile continentală și marină baltică, aria protejată conține 8 habitate naturale: Dune mobile cu vegetație embrionară, Pajiști uscate europene, Pășuni de coastă din Baltica boreală, Lagune de coastă, Dune mobile de-a lungul țărmului cu Ammophila arenaria („dune albe”), Golfuri mici largi și golfuri puțin adânci, Dune de coastă fixe cu vegetație erbacee („dune gri”), Pajiști fino-scandinave uscate până la mezice, bogate în specii de altitudine mică.
La baza desemnării sitului se află un număr nedeclarat de specii protejate.